# غريغر فورسلوف
غريغر فورسلوف (مواليد 27 مايو 1961) هو مبارز بالسيف سويدي، مثّل بلاده في الألعاب الأولمبية الصيفية 1984.

## روابط رياضية
غريغر فورسلوف على موقع الاتحاد الدولي للمبارزة (الإنجليزية)
- غريغر فورسلوف على موقع أوليمبيديا (الإنجليزية)
- غريغر فورسلوف على موقع اللجنة الأولمبية السويدية (السويدية)